# 褐球壳科
褐球壳科（学名：Phaeomoniellaceae）是褐球壳目下的一个科。

## 下属分类
本科包括以下属：
- Arboricolonus
- 褐球壳属 Phaeomoniella
- 异柱盘孢属 Xenocylindrosporium P.W.Crous & G.J.M.Verkley, 2009